# 안회

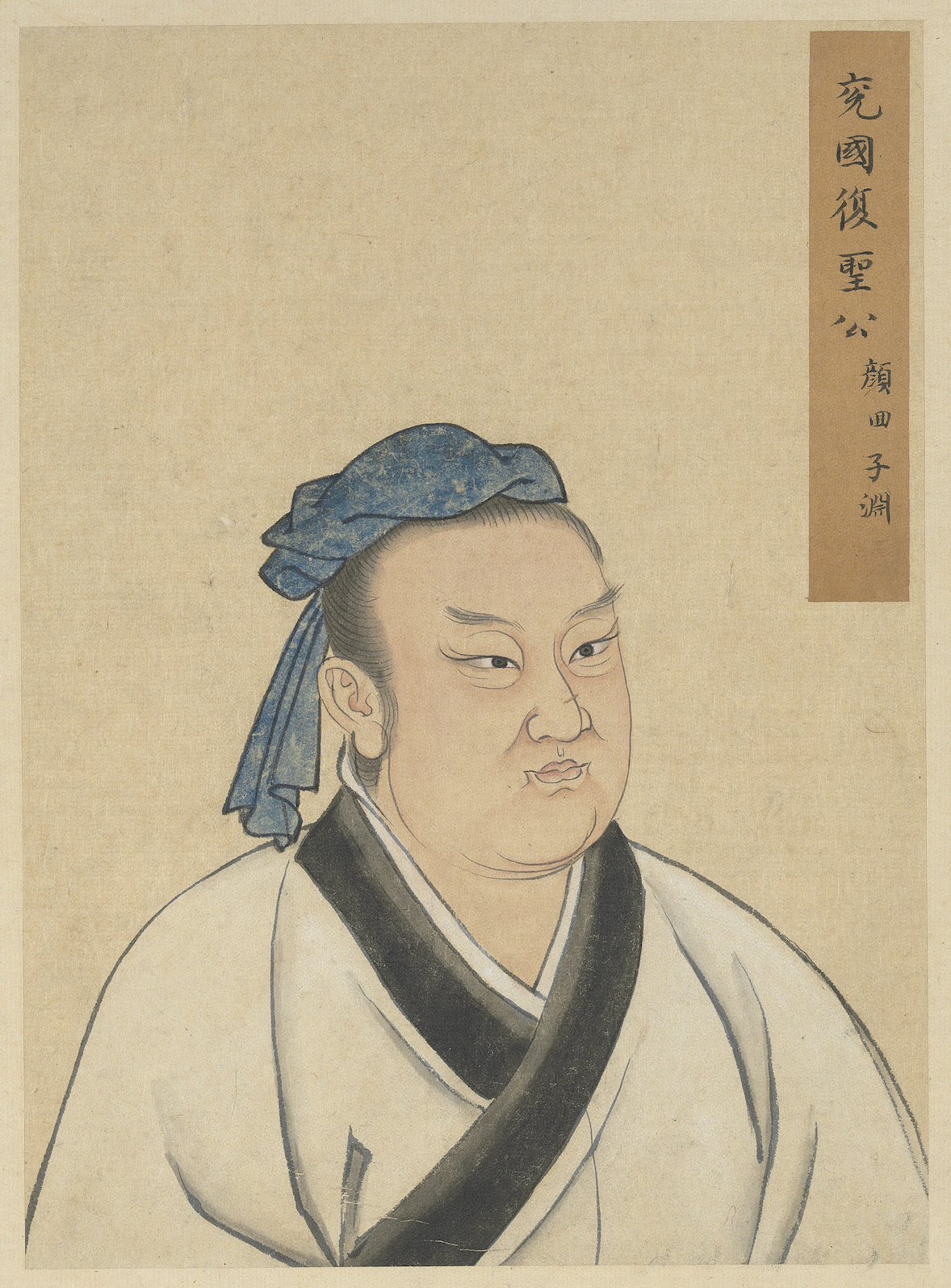
안회

안회(顔回, 기원전 521년? ~ 기원전 491년?)는 중국 춘추시대 노나라 사람으로, 공자의 제자이다. 자는 자연(子淵)이다. 자(字)를 따서 안연(顔淵)·안자연(顔子淵)이라고도 부른다.
학덕이 높고 재질이 뛰어나 공자의 가장 촉망받는 제자였다. 그러나 공자보다 먼저 죽었다. 빈곤하고 불우하였으나 개의치 않고 성내거나 잘못한 일이 없으므로, 공자 다음가는 성인으로 받들어졌다. 그래서 안자(顔子)라고 높여 부르기도 한다.

## 안회의 친족관계

### 관련 인물
- 안량
- 안진경

## 같이 보기
- 성리학
- 프로제리아

## 참고 문헌
- 이 문서에는 다음커뮤니케이션(현 카카오)에서 GFDL 또는 CC-SA 라이선스로 배포한 글로벌 세계대백과사전의 내용을 기초로 작성된 글이 포함되어 있습니다.^^